# Iwan Zołotarenko

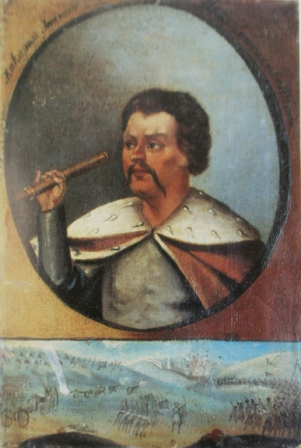
Iwan Zołotarenko, portret z XVIII wieku

Iwan Mykyforowycz Zołotarenko (Zołotareńko), ukr. Іван Mикифорович Золотаренко (ur. w Korsuniu, zm. 17 października 1655 pod Starym Bychowem) – kozacki hetman nakaźny.
Urodził się w rodzinie mieszczańskiej i otrzymał dobre wykształcenie. Kilkakrotnie jeździł do Moskwy z poselstwami od Bohdana Chmielnickiego. Od 1652 jako pułkownik korsuński uczestniczył w bitwie pod Batohem i był inicjatorem rzezi jeńców polskich po tej klęsce. Wraz z płk. Wysoczaninem wykupił około 8 tys. jeńców polskich i wydał na rzeź nogajskim ordyńcom. Zamordowani byli elitą żołnierską I Rzeczypospolitej. W latach 1652–1655 był pułkownikiem niżyńskim, w latach 1654–1655 pełnił funkcję hetmana nakaźnego.
Na czele 20-tysięcznego wojska kozackiego wyruszył w 1654 r. na wojnę z Rzecząpospolitą (wojna polsko-rosyjska 1654-1667). Zajął Homel, Czeczersk, Nowy Bychów, Propojsk i obległ Stary Bychów, gdzie zginął od ognia obrońców ufortyfikowanego miasta.
Brat Wasyla Zołotarenki i Hanny Zołotarenko, żony Bohdana Chmielnickiego.
Ożeniony z córką pułkownika czernihowskiego Iwana Awramowicza, miał z nią syna Wasyla. 
Legenda o pogrzebie Złotarenki opisana została przez Lucjana Siemieńskiego.